# Fort Stikine (schip, 1942)

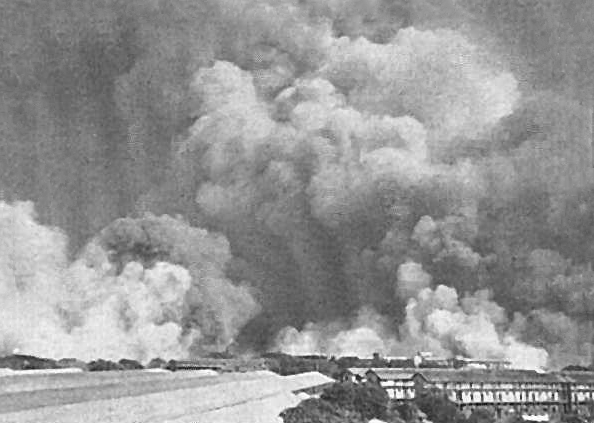
De brand na de explosie van de Fort Stikine

De Fort Stikine was een Brits munitieschip en een cargo van 7.142 brt. dat op 14 april 1944 in de haven van Bombay tot explosie kwam.

## Geschiedenis
Op 14 april 1944 vond de dramatische explosie plaats van het Britse munitieschip "Fort Stikine" (7.142 brt) in de haven van Bombay, India, het toenmalige Brits-Indië. De "Fort Stikine" was totaal ontploft en opengereten. Niet lang daarna zonk ze brandend weg in de haven.
Tijdens het lossen van de munitielading moeten onvoorzichtige havenarbeiders, vermoedelijk iets gedaan hebben, dat deze rampzalige en catastrofale explosie veroorzaakt heeft, - men zal het echter nooit te weten komen -.
Bij die ontploffing werden acht in de naaste omgeving liggende koopvaardijschepen totaal vernield - waaronder drie schepen van de Nederlandse K.P.M. (Koninklijke Paketvaart Maatschappij) rederij. Vijf koopvaardijschepen beliepen zware schade.
Officieel waren er méér dan 300 doden en ruim duizenden gewonden; onofficieel zijn cijfers genoemd van ong. 1.500 doden en meer dan 3.000 gewonden. De brokstukken vielen in de omtrek neer en in de stad. Ze verwondden en doodden vele burgers, marinemensen, matrozen en militairen. In de buurt van de kade waar het munitieschip lag, was het één grote ravage. Loodsen, pakhuizen en omliggende huizenwijken in de nabijheid van de haven, stonden in brand of waren totaal weggeblazen. Houten steigers waren versplinterd en andere geloste ladingen waren totaal vernield. Auto's en vrachtwagens die in de buurt stonden, brandden of waren totaal tot schroot herleid.
Ook onder het personeel van de K.P.M-schepen vielen slachtoffers.
Een deel van de gewonden werd behandeld aan boord van het juist voor de haven liggende Australische hospitaalschip "Wanganella". Deze had gelukkig bijna niets opgelopen van schade. Hulpdiensten, brandweer en militaire ambulances reden constant af en aan, naar de in de omtrek liggende hospitalen. Britse militaire vrachtwagens hielpen eveneens bij deze grootscheepse reddingsoperatie.
Toen de gewonden waren hersteld was er personeel van de K.P.M. in het toenmalige Brits-Indië overbodig, want er waren drie schepen in Bombay verloren gegaan. Deze K.P.M-ers kregen opdracht zich naar Australië te begeven voor verder emplooi. Op 21 juni 1944 verlieten zij de haven van Bombay aan boord van het Australische stoomschip "Nellore" (6.942 brt) van de Eastern & Australiën Compagnie. Dit schip dateerde uit 1913 en was dus al meer dan 30 jaar oud. De "Nellore" had nog twee zusterschepen, de "Nankin" (7.131 brt) en "Tanda", die de oorlog overleefde. De "Nellore" en de "Nankin" (op 30 november 1943 te Yokohama), werden tijdens de Tweede Wereldoorlog vernietigd.